# Moräng
Moräng, är en by, tillika gammal järnvägsstation i sydöstra delen av  Arvidsjaurs kommun, mellersta Lappland.
Moräng ligger längs Järnvägslinjen Jörn-Arvidsjaur cirka 3 kilometer norr om Glommersträsk. Byn består av enfamiljshus.
Morängs järnvägsstation är numera nedlagd. Stationshuset som fanns vid järnvägen är numera flyttat och återfinns inne i Morängs by. 
Den gamla skolan i Moräng by lever också kvar. Där har byborna inrett ett av klassrummen som det var förr i världen, med skolbänkar, orgel, kateder, gamla skriv- och skolböcker mm. På senare år har det varit midsommarfirande  i och utanför skolan, som byborna har ordnat. Till detta har det varit stor uppslutning. Det har förekommit aktiviteter så som pilkastning, dans runt stången, barnen har fått åka traktorlass och fika har även funnits till försäljning.